# Lenguas germánicas occidentales
Las lenguas germánicas occidentales son un subgrupo de las lenguas germánicas habladas por los pueblos germánicos occidentales. Comprende, entre otras, el inglés, el alemán, el yiddish, el bajo alemán, el neerlandés, el afrikáans y el frisón. Las otras dos de las tres ramas tradicionales de las lenguas germánicas son las lenguas germánicas nórdicas y las lenguas germánicas orientales.
Entre los años 200 y 500 en la Europa occidental germánica se habría hablado un conjunto de variedades dialectales conocidas colectivamente proto-germánico occidental, que habrían tenido un alto grado de inteligibilidad mutua y cuya diversificación habría dado lugar a las lenguas germánicas occidentales.

## Historia
La zona occidental y meridional de la actual Alemania se encontraba en manos de las tribus celtas hasta la llegada de los pueblos germánicos a consecuencia de las grandes migraciones, entre ellas las más importantes las de teutones y cimbrios entre los años 120 y 116 a. C. hacia el año 100 d. C. en época de Tácito. Los germanos ya se habían asentado a las orillas del Rin y del Danubio y se habían dividido en tres grandes grupos compuestos por diferentes tribus. Más adelante se daría nombre a estos grupos: francos, sajones y suevos, pero los historiadores romanos los denominan istveones, ingueones y (h)erminones.

## Subdivisión del germánico occidental
Maurer propuso una división de las lenguas germánicas en cinco subgrupos. El germánico occidental estaría integrado por tres de estos subgrupos:
- Germánico del mar del Norte (grupo anglofrisio):
  - Inglés antiguo: kéntico, sajón y ánglico
  - Frisón antiguo
- Germánico del Rin-Weser (grupo bajogermánico):
  - Antiguo bajo franconio
  - Sajón antiguo
- Germánico del Elba (grupo altogermánico):
  - Alto alemán antiguo: franconio, suevo, alemánico, bávaro
  - Longobárdico (incierto)

## Características comunes
Una característica común a todo el germánico occidental antiguo habría sido la confusión tanto en el singular como el plural de las formas de nominativo y acusativo, que en las otras dos ramas de la subfamilia germánica tenían formas diferenciadas. Otra característica es la existencia de formas diferenciadas de caso instrumental en parte del germánico occidental. La comparación de la flexión de *wulfaz 'lobo' en inglés antiguo, en sajón antiguo y el alto alemán antiguo muestra la reducción nominativo-acusativo en germánico occidental, y la existencia de formas de instrumental en parte del germánico occidental:

Las lenguas germánicas según Maurer

|              | Germánico occidental | Germánico occidental | Germánico occidental   | Germánico septentrional | Germánico oriental | PROTO-GERMÁNICO |
| singular     | Inglés ant. (GMN)    | Sajón ant. (G Elb)   | Alto alemán ant. (GRW) | Nórdico antiguo (GN)    | Gótico (G Est)     | PROTO-GERMÁNICO |
| ------------ | -------------------- | -------------------- | ---------------------- | ----------------------- | ------------------ | --------------- |
| Nominativo   | wulf                 | wulf                 | wolf                   | ulfr                    | wulfs              | *wulfaz         |
| Acusativo    | wulf                 | wulf                 | wolf                   | ulf                     | wulf               | *wulfan         |
| Genitivo     | wulfes               | wulƀes               | wolfes                 | ulfs                    | wulfis             | *wulfis         |
| Dativo       | wulfe                | wulƀe                | wolfe                  | ulfi                    | wulfa              | *wulfai         |
| Instrumental | wulfe                | wulƀu                | wolfu                  | ____                    | ____               | *wulfō          |
| plural       |                      |                      |                        |                         |                    |                 |
| Nominativo   | wulfas               | wulƀos               | wolfā                  | ulfar                   | wulfos             | *wulfōs         |
| Acusativo    | wulfas               | wulƀos               | wolfā                  | ulfa                    | wulfans            | *wulfans        |
| Genitivo     | wulfa                | wulƀo                | wolfo                  | ulfa                    | wulfē              | *wulfō̃n         |
| Dat.-Instr.  | wulfum               | wulƀum               | wolfum                 | ulfom                   | wulfam             | *wulfam-        |

### Numerales
Los numerales de las diferentes ramas germánicas occidentales son:
| GLOSA | PROTO-ALTO- GERMÁNICO | PROTO-BAJO- GERMÁNICO | PROTO- ANGLOFRISIO | PROTO- GERMÁNICO OCCIDENTAL |
| ----- | --------------------- | --------------------- | ------------------ | --------------------------- |
| '1'   | *eins                 | *ein-                 | *ān                | *ains                       |
| '2'   | *ʦvei                 | *twei                 | *twā~*twai         | *twai                       |
| '3'   | *drei~*drī            | *drei                 | *þrī               | *þrei                       |
| '4'   | *fior                 | *fiower               | *fiower            | *fiower                     |
| '5'   | *fymf                 | *fīf                  | *fīf               | *fimf                       |
| '6'   | *sehs                 | *sehs                 | *sēks              | *sehs                       |
| '7'   | *sibun                | *siƀun                | *seoven            | *siƀun                      |
| '8'   | *aht                  | *ahto                 | *ōht               | *ahto                       |
| '9'   | *niun                 | *nēɣən                | *niɣun             | *niɣun                      |
| '10'  | *ʦehan                | *tehan                | *tjen~tēn          | *tehan                      |